# David Phillips (químico)
David Phillips CBE (South Shields, 3 de dezembro de 1939) é um químico britânico.
Especializado em fotoquímica e laser, é o atual presidente da Sociedade Real de Química.
Natural de South Shields, onde frequentou a escola local. Estudou na Universidade de Birmingham, onde obteve o BSc e o PhD, com pós-doutorado na Universidade do Texas em Austin e na Academia de Ciências da Rússia.
Começou como Lecturer em química na Universidade de Southampton, ascendendo a Reader e tornando-se então Professor da cátedra Wolfson de Filosofia Natural no Royal Institution. Em 1989 foi para o Imperial College London, como professor de química física, ocupando uma série de cargos sênior.
Em 1987 apresentou a Royal Institution Christmas Lectures na televisão. Foi nomeado Officer of the British Empire (OBE) em 1999 e Commander of the Order of the British Empire (CBE) em 2012, por serviços à química. Em maio de 2011 foi o convidado do Desert Island Discs.